# Windaria
Windaria (ウインダリア Uindaria?), cunoscut și sub titlul Legend of Fabulous Battle Windaria sau Once Upon a Time (A fost odată ca niciodată), este un anime japonez produs de Kaname Productions și Idol. Filmul a fost regizat de Kunihiko Yuyama, iar scenariul îi aparține Keisuke Fujikawa. A fost lansat în Japonia pe 19 iulie 1986.
Windaria este bazat pe romanul cu același nume, scris de Keisuke Fujikawa, scenaristul filmului. CV-ul lui Fujikawa include filmul cu acțiune reală Ultraman și serialele animate Space Battleship Yamato, Grendizer și Cat's Eye. Filmul a fost produs de companiile de animație Kaname Productions și Idol și regizat de Kunihiko Yuyama, care a lucrat anterior la Magical Princess Minky Momo și GoShogun. Studio Gallop a fost responsabil pentru fotografie, iar Studio Cosmos a contribuit cu fundalurile. Mutsumi Inomata a fost atât designer de personaje, cât și regizor de animație.

## Rezumat
Anime-ul prezintă povestea a două regate situate într-un ținut fantastic. Paro este o țară industrializată, caracterizată prin militarizare și dezvoltare tehnologică, cu toate că are lipsuri serioase la capitolul organizare. Itha este un regat situat într-o zonă de coastă, într-o vale aflată sub nivelul mării, mare de care este despărțit prin ecluze folosite pentru a dirija debitul apei de pe apeductele din oraș. Spre deosebire de Paro, unde decorul este gri și pare marcat de poluare, Itha este un regat bogat cu piețe animate de comercianți, cetățeni fericiți și tarabe pline cu bunătăți.
Cele două regate sunt despărțite de un ținut fantastic marcat de un copac imens (Tree of Windaria) și populat de creaturi legendare, cum ar fi unicorni, prezenți fugar într-o scenă de început, fără însă a marca desfășurarea acțiunii. Unul dintre elementele fantastice ce influențează acțiunea este Forest of Doubts, o pădure blestemată pe drumul dintre cele două regate. Cei care petrec prea mult timp în această pădure au îndoieli și halucinații care îi fac să intre în panică. Al doilea element fantastic prezent în film este o navă fantomă ce zboară deasupra lumii colectând sufletele morților. 
În regiunea rurală trăiesc fermieri ce își vând produsele în piețele din Itha. Izu și soția lui, Marin, sunt sunt doi dintre aceștia, iar călătoria lor spre Itha îl ajută pe privitor să parcurgă decorul fantastic la începutul filmului. 
Regatele Paro și Itha au avut relații cordiale timp de aproape un secol. Pacea s-ar fi menținut încă mult timp dacă regele din Paro, Lancelot, nu ar fi dorit cucerirea regatului vecin în ciuda faptului că armata lui era total nepregătită pentru război. Pe lângă lipsa de pregătire a armatei mai există un amănunt de care Lancelot nu știe, fiul său Jill este îndrăgostit de  Ahanas, prințesa Ithei. Cei doi se întâlnesc pe ascuns în Forest of Doubts fiind din ce în ce mai îngrijorați de tensiunile crescânde dintre regatele din care fiecare face parte. 
Paro face prima mișcare agresivă trimițând un spion ce încearcă să deschidă ecluzele dinspre mare pentru a inunda regatul Itha. Este oprit la timp de Izu. Tentativa de sabotaj stârnește îngrijorare în regatul Itha, regina fiind convinsă că Paro dorește distrugerea regatului Itha și că ar trebui să-și pregătească oamenii de război. Ahanas încearcă să-o convingă că lucrurile nu stau chia așa, dar în zadar. Și sătenii din satul lui Izu sunt îngrijorați și se întâlnesc la umbra marelui Tree of Windaria să hotărască ce vor face în cazul în care cele două regate vor intra în război. Singur Izu, visează să se îmbogățească de pe urma războiului și să o facă pe Marin fericită prin faptul că va deveni bogat și respectat chiar dacă ea nu își dorește asta. Ca o contrapondere, fata relatează povestea altei femei din sat, al cărei iubit, la îndemnul ei, a devenit căpitanul navei fantomă ce strânge sufletele morților. Timp de zece ani, acesta nu are voie să revină pe Pământ. Acum, femeia a rămas singură și nefericită, așteptând cu durere întoarcerea iubitului său.
Pe drumul de întoarcere de la consfătuire. Izu este abordat de Lorul Cail, ministru din Paro care plănuise sabotajul din Itha. El îi propune lui Izu să lucreze pentru Paro, promițându-i o răsplată consistentă. Drept avans îi oferă un vehicul cu care să vină la palatul din Paro unde vor discuta mai multe despre misiunea lui. 
Ajuns acasă Izu, găsește o mică machetă pe care ministrul din Itha i-o oferise drept răsplată pentru salvarea regatului. I se pare o recompensă prea mică pentru acțiunea lui eroică și este convins că trebuie să lucreze pentru Paro. Hotărește să plece spre Paro, chiar dacă Marin nu e de acord cu decizia lui. Fata îi dăruiește un cuțit pentru a se apăra de orice primejdii va întâlni și promite că îl va aștepta oricât să se întoarcă. Despărțirea lor se petrece pe fundalul lunii intrând în nori, semn al zilelor negre ce vor urma. 
Între timp, în Paro, prințul Jill se hotărăște să testeze pregătirea armatei printr-un exercițiu. Ordonă unui soldat abia trezit din beție să tragă cu tunul. Soldatul folosește însă prea mult praf de pușcă la încărcarea tunului și acesta explodează. Explozia produce panică iar soldații garnizoanei crezând că sunt atacați aleagă care încotro provocând accidente. Pe fundalul acesta de panică Izu ajunge în Paro și încearcă să găsească drumul către palat. În peregrinările sale întâlnește un grup de oameni ai străzii care îi povestesc că veniseră în Paro în speranța că vor găsi slujbe bine plătite dar trăiasc în mizerie. Izu este însă convins că el va reuși și va deveni bogat.  
Între timp, în Itha, Ahanas, îi cere mamei sale, regina Ginevia, permisiunea de a se mărita cu Jill evitând astfel războiul între cele două regate. Regina se împotrivește, mai ales că Itha e pe cale să lanseze un balon cu soldați și arme la bord pentru a spiona regatul vecin. Itha deja pregătește voluntari și construiește o armată. 
În Paro, Jill îi prezintă tatălui său, Lancelot situația deplorabilă în care se află armata regatului și încearcă să-l convingă că nu sunt pregătiți să poate un război. Tatăl nu este de acord și îi ordonă lui Jill să se ocupe de refacerea armatei. 
Între timp, balonul miliar din Itha întâlnește în drumul său o escadrilă de avioane din Paro și cele două forțe se anihilează reciproc. Avariat, unul dintre avioane încearcă să se întoarcă în Paro, aterizarea forțată duce la explozia unor rezervoare de combustibil avariind grav aeroportul. Regele Lancelot este furios și dorește să înceapă imediat atacul asupra regatului Itha. Jill vrea să-l convingă să renunțe la război și la ambițiile sale de cucerire. Lancelot se înfurie și  încearcă să-și ucidă fiul. Între cei doi are loc o luptă în urma căreia Lancelot este ucis. Kundry, regina din Paro împreună cu Lordul Cail îl șantazează pe Jill să ia locul tatălui său și să conducă regatul în război împotriva Itha, pentru a nu fi declarat trădător și acuzat de moartea tatălui său.  
Jill acceptă. De asemenea, el nu mai poate să o anunțe pe Ahanas de schimbările ce s-au petrecut în viața lui. Pescărușul Coo-Coo, purtătorul mesajelor între cei doi îndrăgostiți este împușcat de un soldat ca distracție.   
În satul lui Marin, sătenii își părăsesc casele de frica războiului. Unul dintre ei încearcă să o convingă pe Marin să facă la fel, dar ea preferă să rămână pentru a-l aștepta pe Izu care i-a promis că se va întoarce.    
Armata din Paro pornește la atac dar este prinsă în ambuscadă de forțele din Itha în Forest of Doubts. Soldați din Paro sunt afectați de halucinații și îndoieli și sunt pe cale să piardă luptă. Dar conducere fermă a lui Jill și superioritatea tehnologică îi ajută să împingă dușmanul înapoi. Trupele din Itha folosesc arbalete și sticle incendiare. În câmp deschis îi bombardează pe cei din Paro din aerostate. În contrapondere, soldații din Paro au tancuri și puști.    
Auzind de eșecul în pădure, regina Ginevia începe să se simtă rău și îi cere lui Ahanas să preia conducerea armatei. Între timp, Izu reușește să obțină o întrevedere cu Lordul Cail și regina Kundry care îi dau misiunea de a deschide ecluzele regatului Itha, practic de a face același lucru pe care Izu îl împiedicase cu ceva timp în urmă. Ca răsplată Izu urmează să primească bani, un castel și o femeie frumoasă care să-i fie alături.    
Între timp armata din Paro reușește să iasă din pădure și este așteptată de o nouă forță armată din Itha, condusă de Ahanas. Văzând că nu poate opri înaintarea soldaților din Paro, Ahanas încearcă să ia legătua cu Jill. Cei doi se întâlnesc în pădure așa cum o făceau și înainte. Ahanas încearcă să-l convingă pe Jill să oprească atacul dar acesta refuză. Lucrurile au mers prea departe și nici una din părți nu mai poate da înapoi. Realizând că nu mai există nici o șansă pentru iubirea lor, fata îl împușcă pe Jill și apoi se sinucide.    
Lupta dintre cele două armate continuă și satul lui Izu este bombardat. Marin este ucisă de un obuz care îi lovește casa.     
Prin focul bătăliei, Izu reușește să ajungă în Itha și îl convinge pe paznicul ecluzelor să-și părăsească postul. Apoi deschide larg ecluzele și apa inundă orașul distrugând totul în cale.         
După trei luni de la încheierea războiului Kundry, regina din Paro este tulburată de dispariția lui Jill și supărată de petrecerile pe care Izu le organizează îi fiecare noapte în palatul ce i-a fost oferit drept răsplată. Lordul Cail îi cere permisiunea de a scăpa de Izu și regina acceptă. Astfel după o noapte de petrecere, noua amantă a lui Izu, Shalem încearcă să-l asasineze. Izu reușește să scape din tentativa de asasinat și fuge luând cu el doar cuțitul dăruit de Marin. Urmărit de soldații din Paro, pornește spre casă. În drumul său trece pe lângă ruinele regatului Itha, acum scufundat sub ape și realizează ce a făcut. Drumul îl poartă printre resturile bătăliei și casele distruse ale prietenilor săi. Ajuns acasă o descoperă pe Marin care l-a așteptat. Izu își cere scuze că nu a reușit să aducă nimic, că singura lui avere e cuțitul pe care ea i l-a dăruit. Dar îi promite că de-acum va rămâne alături de ea. Marin nu mai poate să îi fie alături. Fata de fapt murise în timpul războiului, doar sufletul ei a rămas să-l aștepte. Acum că și-a îndeplinit promisiunea de-al aștepta, sufletul ei trebuie să plece la bordul navei fantomă ce strânge sufletele din lume.          
Izu este răvășit de descoperire și se roagă să devină noul căpitan al navei ce colectează sufletele din întreaga lume și în felul acesta să poată rămâne cu Marin pentru eternitate.          

## Distribuție vocală
Coloana sonoră instrumentală a filmului a fost compusă de Satoshi Kadokura. Tema vocală "Yakusoku" (約束? lit. "Promise") a fost scrisă de Kazuhiko Katō și interpretată de cântărețul J-pop Akino Arai. Tema finală "Utsukushii Hoshi" (美しい星? lit. "Beautiful Planet") a fost scrisă și interpretată de Arai. Arai a declarat că nu a discutat despre compoziția pieselor cu regizorul, așa cum avea să facă mai târziu în cariera sa.

### Coloană sonoră
| Windaria Musical Chapter (ウィンダリア 音楽篇?) | |         |  |
| Nr.                                             | Titlu | Lungime |  |
| 1.                                              | „Uindaria no Tēma (ウインダリアのテーマ? Theme of Windaria)”                                                          | 3:30    |  |
| 2.                                              | „Ipa Kawa no Hanran (イパ川の氾濫? Overflow of the Ipa River)”                                                        | 4:49    |  |
| 3.                                              | „Mayoi no Mori (迷いの森? Forest of Illusion)”                                                                        | 1:03    |  |
| 4.                                              | „Yakusoku (約束? Promise)”                                                                                            | 4:39    |  |
| 5.                                              | „Hobē Ni Mise Rarete (ホバーに魅せられて? Fascinated by a Hover)”                                                     | 1:38    |  |
| 6.                                              | „Doruido no Tēma (ドルイドのテーマ? Theme of Druid)”                                                                  | 2:41    |  |
| 7.                                              | „Kanashi Mino Mārin (哀しみのマーリン? Marin In Sorrow)”                                                              | 2:07    |  |
| 8.                                              | „Isa no Machi ~ Ginebia no Ketsui (イサの町~ギネビアの決意? The Town of Isa ~ Guinevere's Determination)”             | 2:28    |  |
| 9.                                              | „Kougeki (攻撃? Attack)”                                                                                              | 1:41    |  |
| 10.                                             | „Ai no Rekuiemu (愛のレクイエム? Requiem for Love)”                                                                   | 3:44    |  |
| 11.                                             | „Taihai no Pātei ~ Sharemu no Satsui (頽廃のパーティ~シャレムの殺意? Party of Decadance ~ Shalem's Murderous Intent)” | 3:34    |  |
| 12.                                             | „Haruka Naru Ieji (遥かなる家路? His Far Away Home)”                                                                  | 1:33    |  |
| 13.                                             | „"Kaze Nosasayaki" (風のささやき? Whisper of Wind)”                                                                   | 4:17    |  |
| 14.                                             | „Utsukushii Hoshi (美しい星? Beautiful Star)”                                                                         | 4:53    |  |
| Lungime totală:                                 | Lungime totală: | 42:37   |  |

## Lansare și marketing
Windaria a fost lansat în cinematografele din Japonia pe 19 iulie 1986. În 1987, Harmony Gold a licențiat Windaria pentru lansarea în Statele Unite, reducând durata filmului de la 101 minute inițiale la 95 de minute.  Versiunea în limba engleză a fost editată pentru a promova mai bine filmul către publicul mai tânăr. Potrivit regizorului Carl Macek, Harmony Gold nu a primit scenarii sau traduceri ale filmului și, prin urmare, au avut puține informații despre detaliile intrigii. Versiunea în limba engleză a inclus un scenariu nou, o intrigă modificată cu un final fericit, scene inversate, scene violente și pentru adulți eliminate, întreaga distribuție având nume anglicizate și o narațiune adăugată de Russell Johnson (cunoscut pentru filmul Insula lui Gilligan).
Windaria a fost distribuită pentru prima dată în Japonia pe suport video de către Victor Entertainment. Lansarea finală pe laserdisc conținea un trailer, un film pilot (în care personajele sunt colorate diferit față de versiunea finală) și o a doua pistă audio. Victor a lansat Windaria pe DVD în Japonia pe 16 decembrie 2000. Această versiune renunță la extrasurile laserdisc, dar include un interviu cu regizorul în insert. Atlus a relansat filmul pe DVD pe 25 martie 2005. Streamline Pictures a lansat versiunea în limba engleză, intitulată Windaria, pe VHS nord-american între 1992 și 1993. O versiune laserdisc a fost planificată de Image Entertainment, dar nu a fost niciodată distribuită. ADV Films a relansat versiunea în limba engleză, sub titlul Once Upon a Time, pe DVD pe 23 martie 2004. Versiunea japoneză integrală nu a fost niciodată lansată oficial în această regiune.
O cantitate generoasă de produse legate de Windaria a fost comercializată în Japonia de la debutul filmului din 1986. Bunkobonul Douwa Meita Senshi Windaria de la Fujikawa a fost publicat de Kadokawa Shoten în martie 1986. La scurt timp după premiera filmului Windaria, au fost lansate mai multe ghiduri oficiale, unul ( Settei: Windaria ) conținând schițe, storyboard-uri și materiale promoționale pentru Idol. O ediție specială a albumului „omake” a fost publicată pe 25 august 1986, ca parte a casei de discuri „Mediamix Special” a lui Kadokawa. Cartea de artă din 1988 a lui Inomata, intitulată Gatsu no Koe Hoshi no Yume, conține câteva dintre ilustrațiile sale din film. Albumul lui Arai, Natsukashii Mirai, care conține atât melodia de deschidere, cât și cea de final a filmului, a fost lansat de Victor pe 21 octombrie 1986. Arai a reînregistrat ulterior „Utsukushii Hoshi” pentru albumul ei din 2005, Sora no Uta, din cauza nemulțumirii sale față de prima versiune a cântecului. Coloana sonoră originală a filmului a fost lansată de Victor atât pe LP, cât și pe CD pe 21 iulie 1986, iar CD-ul a fost retipărit pe 24 martie 1994. A fost relansată pe 23 iunie 1999, alături de coloana sonoră a filmului Birth, un alt anime de Kaname. În cele din urmă, un joc video Nintendo DS din 2008 bazat pe film a fost dezvoltat de Compile Heart sub numele Dungeon of Windaria (ダンジョン オブ ウインダリア?) și lansat în Japonia.
Reacția criticilor pentru versiunea originală japoneză a filmului Windaria a fost favorabilă. Ralph Jenkins de la Mania.com a numit filmul „tragedie anime prin excelență” iar „Tema principală a acestei alegorii sumbre este că o promisiune - în special între îndrăgostiți - este ceva atât de sacru încât prosperă chiar și dincolo de moarte, iar a o considera de bună poate avea consecințe devastatoare”. Jenkins a remarcat că atât designul personajelor lui Inomata, cât și coloana sonoră a filmului sunt memorabile.